# La pitjor persona del món (pel·lícula)
La pitjor persona del món (títol original en noruec: Verdens verste menneske; distribuïda internacionalment com a The Worst Person in the World) és una comèdia dramàtica del 2021 dirigida per Joachim Trier, protagonitzada per Renate Reinsve, Anders Danielsen Lie i Herbert Nordrum. Ha estat doblada i subtitulada al català.
Va ser nominada als 94ns Premis Oscar en dues categories: a la millor pel·lícula de parla no anglesa i al millor Guió Original. Renate Reinsve va rebre el premi a millor actriu en el Festival de Canes per la seva interpretació del paper de Julie, la protagonista del film.

## Argument
Crònica de quatre anys a la vida de Julie (Renate Reinsve), una jove a punt de complir els trenta que fa front als dubtes i contradiccions de la seva vida amorosa i lluita per trobar el camí de la seva carrera. Distribuïda en 12 capítols, un pròleg i un epíleg.

## Repartiment
- Renate Reinsve: Julie
- Anders Danielsen Lie: Aksel
- Herbert Nordrum: Eivind
- Hans Olav Brenner: Ole Magnus
- Maria Grazia Di Meo: Sunniva
- Marianne Krogh: Eva
- Vidar Sandem: Per Harald

## Al voltant de la pel·lícula
La pitjor persona del món junt amb els altres dos llargmetratges de Trier Reprise (2006) i Oslo, 31. august (2011), conformen l'anomenada Trilogia d'Oslo. Els protagonistes d'aquests films es traslladen pel temps i l'espai, tots tres estan buscant la seva identitat, el seu lloc. A Reprise són dos amics amb aspiracions literàries, a Oslo, 31. august un addicte que lluita i a The Worst Person in the World, Julie, una noia de vint-i-pocs anys que es busca si mateixa.
Aquest drama modern sobre la recerca de l'amor i el seu significat es situa a l'Oslo contemporani, amb guió del mateix Joachim Trier conjuntament amb Eskil Vogt.
Tots dos van definir el projecte perquè volien escriure un personatge per Renate Reinsve. Trier ja havia treballat amb ella a Oslo, 31. august, on Reinsve tenia un petit paper. El personatge de Julie s'enfronta a la vida amb una única constant, la seva inconsistència. Estaven segurs que el vessant còmic però a l’hora dramàtic de l’actriu encaixava amb el caràcter de la protagonista: caòtic però fort. Acompanyen en el repartiment Anders Danielsen Lie, el protagonista a Oslo, 31. august i que a Verdens verste menneske és l’Askel, el novel·lista gràfic que vol ser la parella de Julie i Herbert Nordrum, l’Eivind que tindrà una trobada amb la jove.

## Recepció

### Crítica
A l'agregador en línia de ressenyes de pel·lícules Rotten Tomatoes, La pitjor persona del món obté una valoració positiva del 96% dels crítics sobre un total de 195 revisions, amb una valoració mitjana de 8,6/10. Per part dels espectadors obté una qualificació de 4,2 sobre 5
Segons Metacritic, la pel·lícula assoleix igualment una molt bona acollida amb una qualificació de 90/100 a partir de les opinions de 42 crítics, amb 41 qualificacions positives i només una de mixta. Els usuaris la valoren amb una puntuació de 7,8/10.
Per Esteve Plantada al Temps en el film hi ha comèdia, romanç i lleugeresa, en paral·lel a la gravetat, l’autocrítica i reflexions sobre la pèrdua de temps, la maternitat o la identitat. Valora el treball de Trier que sap dotar uns personatges amb una construcció minuciosa, acompanyats d'Oslo com a gran escenari.
Désirée de Fez en la seva crítica a Fotogramas en destaca dos aspectes: calidesa, humor i humanitat amb les que Trier forneix al personatge de Julie, acompanyat del magnetisme de l'actriu protagonista, Renate Reinsve, encarnant el seu polifacètic paper.